# Legenda (film, 1985)
A Legenda (eredeti cím: Legend) egy 1985-ös amerikai-angol kalandfilm, amelyet Ridley Scott rendezett. A főszerepekben Tom Cruise, Mia Sara, Tim Curry, David Bennent, Alice Playten, Billy Barty, Cork Hubbert, és Annabelle Lanyon láthatóak. A film Jack-ről szól, akinek meg kell állítania a Sötétség Urát, aki azt tervezi, hogy örök sötétséggel fedi be a világot.
Habár a film eleinte nem volt sikeres, 1985-ben Alex Thompson elnyerte a British Society of Cinematographers "legjobb filmes" díját, illetve több díjra is jelölték. Később kultikus státuszt ért el.